# Erhard Loretan
Erhard Loretan (* 28. April 1959 in Bulle; † 28. April 2011 in Fieschertal) war ein Schweizer Höhenbergsteiger. Er war 1995 der zweite Bergsteiger, dem die Besteigung aller 14 Achttausender ohne zusätzlichen Sauerstoff gelang, und der dritte insgesamt. Loretan war sowohl diplomierter Kunstschreiner als auch Bergführer und starb beim Absturz einer von ihm geführten Seilschaft.

## Karriere
Loretan, der in Crésuz in den Freiburger Voralpen wohnte, erkletterte mit elf Jahren seinen ersten Berg, den 1848 Meter hohen Dent de Broc. Schon vier Jahre später bewältigte er seine erste anspruchsvolle Klettertour, den Ostgrat des Doldenhorns (3645 m). Bis zum Alter von 18 Jahren hatte Loretan schon eine beeindruckende Reihe von extremen Routen in seinem Tourenbuch stehen, wie z. B. Westliche-Zinne-Nordwand, Matterhorn-Nordwand, Mont Blanc Peutereygrat und vieles mehr. 1981 erhielt er das Schweizer Bergführer-Diplom.
Seine Taktik beim Bergsteigen war, möglichst schnell und mit wenig Gepäck unterwegs zu sein. Sehr bekannt wurde er mit einem Blitzanstieg auf den Mount Everest in der Nordwand fast in der Falllinie vom Fuss des Rongpu-Gletschers aus. Er stieg in weniger als 40 Stunden auf und ab und stieg hierbei wegen der Lawinengefahr hauptsächlich nachts. Er war nicht einmal mit einem Zelt unterwegs, sondern nur mit einer Schaufel zum Graben einer Schneehöhle und zum Biwakieren. Er stieg mit seinem Kletterpartner in weniger als sechs Stunden über 3000 Höhenmeter vom Gipfel ab.
Diese Technik implizierte Risiken, da Loretan weniger Verpflegung und Ausrüstung mit sich führte, reduzierte aber auch Risiken, da er schneller klettern konnte (als ein Bergsteiger mit der allgemein üblichen Ausrüstung und Verpflegung) und auf Achttausendern kürzere Zeit in der Todeszone war.
Loretan hatte 1987 die Idee, einen Wettbewerb namens Patrouille des Poyets auszutragen; daraus entstand nach 1992 die Trophée des Gastlosen.
Im  Jahr 1986 gelang ihm mit Wojciech Kurtyka am Nameless Trango Tower der Trango-Türme eine neue sehr schwierige Route.
Seinen 14. Achttausender, den Kangchendzönga, bestieg er im Jahr 1995. Am Berg kam es zu einer Art Wettlauf mit Benoît Chamoux, der zu diesem Zeitpunkt nach eigener Zählung ebenfalls 13 Achttausender bestiegen hatte. Während Loretan der dritte Mensch wurde, der auf allen Achttausendern stand, starb Chamoux etwa 50 m unterhalb des Gipfels.
1996 überreichte die in Zürich eingetragene Stiftung The King Albert I Memorial Foundation Erhard Loretan die König-Albert-Verdienstmedaille für seine Eröffnung neuer Dimensionen im modernen Alpinismus. Loretan habe seine Träume verwirklicht, ohne dem Erwartungsdruck der Medien, dem Streben nach Publizität oder den Verlockungen des Kommerz-Bergsteigens zu erliegen, heisst es in der Urkunde.
Am 28. April 2011, seinem 52. Geburtstag, starb Loretan am Grünhorn auf dem Gemeindegebiet von Fieschertal. Er war Führer einer Zweierseilschaft. Seine 38-jährige Freundin zog ihn mit in die Tiefe; sie überlebte den Absturz schwerverletzt.

## Kindstötung
Im Dezember 2001 fügte Loretan seinem damals sieben Monate alten Sohn ein tödliches Schütteltrauma zu, nachdem das Kind zuvor über längere Zeit geschrien hatte. 2003 wurde er zu vier Monaten Haft auf Bewährung verurteilt. Er stimmte der Veröffentlichung seines Namens zu, um auf die Gefahren des «Babyschüttelns» hinzuweisen.

## Besondere alpinistische Leistungen
- 1980: Pallcaraju
- 1980: Ranrapalca
- 1980: Caras
- 1980: Artesonraju
- 1980: Nevado Huascarán
- 10. Juni 1982: Nanga Parbat[7]
- 16. Juni 1983: Gasherbrum II[8]
- 23. Juni 1983: Hidden Peak[9]
- 30. Juni 1983: Broad Peak[8], somit drei Achttausender innerhalb von 15 Tagen, zusammen mit Marcel Rüedi
- 30. April 1984: Manaslu[8], zusammen mit Marcel Rüedi
- 24. Oktober 1984: Annapurna[8], erste Überschreitung, Aufstieg über den 7,3 km langen Ostgrat (erste Begehung des Grates), Abstieg über den Normalweg, mit Norbert Joos
- 6. Juli 1985: K2[10]
- 8. Dezember 1985: Dhaulagiri[8]
- 1985: Eiger-Nordwand
- 1986: 38 Schweizer Gipfel in 19 Tagen, darunter 30 Viertausender
- 30. August 1986: Mount Everest[11] in 40 Stunden vom Basislager und zurück über die Nordwand
- 1986: Cho Oyu (Versuch)
- 1988: Trango-Türme
- 1989: 13 Nordwände in den Berner Alpen in 13 Tagen
- 1989: K2 (Versuch)
- 1990: Mount McKinley
- 21. September 1990: Cho Oyu[8]
- 1990: Shishapangma über eine neue Route, jedoch ohne den Hauptgipfel zu erreichen[8]
- 2. Oktober 1991: Makalu[8]
- 1992: K2 (Versuch)
- 1993: Kangchendzönga (Versuch)
- 1. Oktober 1994: Lhotse[8]
- 1994: Mont Epperly
- 29. April 1995: Shishapangma[12]
- 5. Oktober 1995: Kangchendzönga[13]
- 1995: Mont Loretan? (namenloser Berg in der Antarktis)
- 1997: Nanga Parbat (Versuch am Mazeno-Grat mit Wojciech Kurtyka)
- 2000: Nanga Parbat (Versuch am Mazeno-Grat mit Jean Troillet)
- 2001: Durchquerung von Grönland mit dem Drachen
- 2002: Erstbegehung in der Nordwand des Pumori
- 2002: Jannu-Nordwand (Versuch), zusammen mit Ueli Steck
- 2003: Jannu-Nordwand (Versuch), zusammen mit Ueli Steck, Stephan Siegrist, Frédéric Roux

## Buchpublikation
- Erhard Loretan und Jean Ammann: Den Bergen verfallen, Paulusverlag, Freiburg 1996, ISBN 3722803969. Voransicht in der Google-Buchsuche
- Erhard Loretan: Himalaya: Regards / Ansichten / Reflections, Paulusverlag, Freiburg 1998, ISBN 3722804426

## Filmografie
- White Out – Solo dans les 80.EMC. Regie: Romolo Nottaris, 1996.
- Höhenrausch – Der Extrembergsteiger Erhard Loretan. (Original: Erhard Loretan, respirer l'odeur du ciel). Regie: Benoît Aymon, 2011. (Online-Video, französisch)